# Pfäfers
Pfäfers es una comuna suiza del cantón de San Galo, ubicada en el distrito de Sarganserland. Limita al norte con la comuna de Bad Ragaz, al este con Landquart (GR), Untervaz (GR), Haldenstein (GR) y Felsberg (GR), al sur con Tamins (GR), Trin (GR) y Flims (GR), y al occidente con Glaris Sur (GL) y Mels.
Pertenecen a la comuna las localidades de: Balen-Gassaura, Furggels, Gassaura, Gigerwald, Hof, Pfäfers Bad, Sankt Margrethenberg, Vadura, Valens, Vasön, Vättis y Vättner Berg.

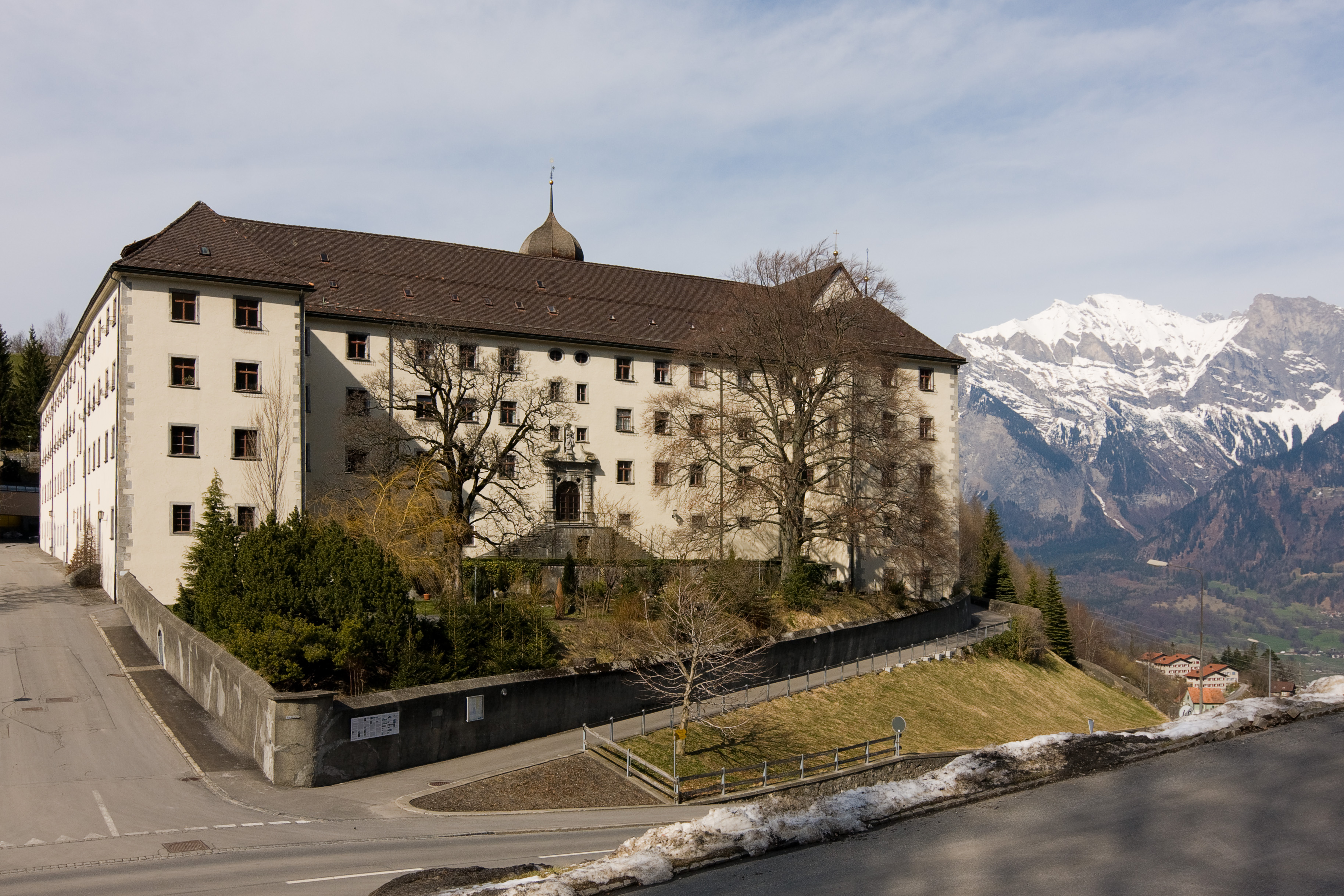
Abadía de Pfäfers.